# Ingênuo (homem claríssimo)
Ingênuo (em latim: Ingenuus) ou Ingênio (em latim: Ingenius) foi um aristocrata romano da Gália que esteve ativo no começo do século V em Narbo (atual Narbona). Segundo Olimpiodoro de Tebas, era um importante cidadão em Narbo em cuja residência foi celebrado o casamento do rei visigótico Ataulfo e da princesa romana Gala Placídia em 1 de janeiro de 414. Ingênuo possivelmente era um senador e homem claríssimo.
Os autores da Prosopografia do Império Romano Tardio aventam a possibilidade de Ingênuo ser identificado com o cidadão narbonense anônimo que seguiu carreira secular sob o imperador Teodósio I (r. 378–395), tornou-se íntimo de Ataulfo em 414 e que mais tarde visitou a Terra Santa como peregrino, onde Paulo Orósio ouviu que conversou com São Jerônimo em Belém.